# Frans van der Klink
Frans van der Klink (Valburg, 11 juni 1928 - 14 augustus 1976) is een Nederlands voormalig voetballer die als verdediger speelde.

## Interlandcarrière

### Nederland
Op 15 oktober 1950 debuteerde Van der Klink voor Nederland in een vriendschappelijke wedstrijd tegen Zwitserland (7-5 nederlaag).
| Interlands van Frans van der Klink | Interlands van Frans van der Klink | Interlands van Frans van der Klink | Interlands van Frans van der Klink | Interlands van Frans van der Klink | Interlands van Frans van der Klink |
| №                                  | Datum                              | Wedstrijd                          | Uitslag                            | Soort Wedstrijd                    | Doelpunten                         |
| Als speler bij Hermes DVS          | Als speler bij Hermes DVS          | Als speler bij Hermes DVS          | Als speler bij Hermes DVS          | Als speler bij Hermes DVS          | Als speler bij Hermes DVS          |
| ---------------------------------- | ---------------------------------- | ---------------------------------- | ---------------------------------- | ---------------------------------- | ---------------------------------- |
| 1.                                 | 15 oktober 1950                    | Zwitserland - Nederland            | 7 - 5                              | Vriendschappelijk                  | 0                                  |